# 松本亜弥華
松本 亜弥華（まつもと あやか、1988年12月26日 - ）は、帰化日本人の元女子バレーボール選手。旧名は王 亜辰。

## 来歴
中華人民共和国・北京市出身。アメリカのジェファーソンカレッジ留学中に、全米大学選手権で最優秀選手に選ばれる。
2009年11月に四国Eighty 8 Queenに同チーム初となる外国出身選手として加入。
2011年6月に四国Eighty 8 Queenの活動休止後は、後継チームである仙台ベルフィーユに移籍入団。
2014年7月、上尾メディックスに移籍入団した。
2015年7月、日本に帰化したことに伴い「王亜辰」から「松本亜弥華」に改名。
2017年3月、日本代表に登録された。
2019年4月9日、埼玉上尾メディックス公式サイトにて、同チームからの退団が発表された。
2020年7月22日、トヨタ車体クインシーズ公式サイトにて、同チームへの移籍入団が発表された。
2022年、2021-22シーズン終了をもって現役引退した。

## 所属チーム
- ジェファーソンカレッジ
- ロングビーチ州立大学
- 四国Eighty 8 Queen（2009-2011年）
- 仙台ベルフィーユ #6（2011-2014年）
- 埼玉上尾メディックス #8（2014-2020年）
- トヨタ車体クインシーズ #14（2020-2022年）

## 球歴
- 日本代表：2017年

## 個人成績
Vプレミアリーグレギュラーラウンドにおける個人成績は下記の通り。
| シーズン | 所属          | 出場                                  | 出場                                  | アタック                              | アタック                              | アタック                              | アタック                              | ブロック                              | ブロック                              | サーブ                                | サーブ                                | サーブ                                | サーブ                                | レセプション                          | レセプション                          | 総得点                                | 備考                                  |
| -------- | ------------- | ------------------------------------- | ------------------------------------- | ------------------------------------- | ------------------------------------- | ------------------------------------- | ------------------------------------- | ------------------------------------- | ------------------------------------- | ------------------------------------- | ------------------------------------- | ------------------------------------- | ------------------------------------- | ------------------------------------- | ------------------------------------- | ------------------------------------- | ------------------------------------- |
| シーズン | 所属          | 試合                                  | セット                                | 打数                                  | 得点                                  | 決定率                                | 効果率                                | 決定                                  | /set                                  | 打数                                  | エース                                | 得点率                                | 効果率                                | 受数                                  | 成功率                                | 総得点                                | 備考                                  |
| 2009/10  | 四国          | チャレンジリーグの為、記録を記載せず  | チャレンジリーグの為、記録を記載せず  | チャレンジリーグの為、記録を記載せず  | チャレンジリーグの為、記録を記載せず  | チャレンジリーグの為、記録を記載せず  | チャレンジリーグの為、記録を記載せず  | チャレンジリーグの為、記録を記載せず  | チャレンジリーグの為、記録を記載せず  | チャレンジリーグの為、記録を記載せず  | チャレンジリーグの為、記録を記載せず  | チャレンジリーグの為、記録を記載せず  | チャレンジリーグの為、記録を記載せず  | チャレンジリーグの為、記録を記載せず  | チャレンジリーグの為、記録を記載せず  | チャレンジリーグの為、記録を記載せず  | チャレンジリーグの為、記録を記載せず  |
| 2010/11  | 四国          | チャレンジリーグの為、記録を記載せず  | チャレンジリーグの為、記録を記載せず  | チャレンジリーグの為、記録を記載せず  | チャレンジリーグの為、記録を記載せず  | チャレンジリーグの為、記録を記載せず  | チャレンジリーグの為、記録を記載せず  | チャレンジリーグの為、記録を記載せず  | チャレンジリーグの為、記録を記載せず  | チャレンジリーグの為、記録を記載せず  | チャレンジリーグの為、記録を記載せず  | チャレンジリーグの為、記録を記載せず  | チャレンジリーグの為、記録を記載せず  | チャレンジリーグの為、記録を記載せず  | チャレンジリーグの為、記録を記載せず  | チャレンジリーグの為、記録を記載せず  | チャレンジリーグの為、記録を記載せず  |
| 2011/12  | 仙台          | チャレンジリーグの為、記録を記載せず  | チャレンジリーグの為、記録を記載せず  | チャレンジリーグの為、記録を記載せず  | チャレンジリーグの為、記録を記載せず  | チャレンジリーグの為、記録を記載せず  | チャレンジリーグの為、記録を記載せず  | チャレンジリーグの為、記録を記載せず  | チャレンジリーグの為、記録を記載せず  | チャレンジリーグの為、記録を記載せず  | チャレンジリーグの為、記録を記載せず  | チャレンジリーグの為、記録を記載せず  | チャレンジリーグの為、記録を記載せず  | チャレンジリーグの為、記録を記載せず  | チャレンジリーグの為、記録を記載せず  | チャレンジリーグの為、記録を記載せず  | チャレンジリーグの為、記録を記載せず  |
| 2012/13  | 仙台          | チャレンジリーグの為、記録を記載せず  | チャレンジリーグの為、記録を記載せず  | チャレンジリーグの為、記録を記載せず  | チャレンジリーグの為、記録を記載せず  | チャレンジリーグの為、記録を記載せず  | チャレンジリーグの為、記録を記載せず  | チャレンジリーグの為、記録を記載せず  | チャレンジリーグの為、記録を記載せず  | チャレンジリーグの為、記録を記載せず  | チャレンジリーグの為、記録を記載せず  | チャレンジリーグの為、記録を記載せず  | チャレンジリーグの為、記録を記載せず  | チャレンジリーグの為、記録を記載せず  | チャレンジリーグの為、記録を記載せず  | チャレンジリーグの為、記録を記載せず  | チャレンジリーグの為、記録を記載せず  |
| 2013/14  | 仙台          | チャレンジリーグの為、記録を記載せず  | チャレンジリーグの為、記録を記載せず  | チャレンジリーグの為、記録を記載せず  | チャレンジリーグの為、記録を記載せず  | チャレンジリーグの為、記録を記載せず  | チャレンジリーグの為、記録を記載せず  | チャレンジリーグの為、記録を記載せず  | チャレンジリーグの為、記録を記載せず  | チャレンジリーグの為、記録を記載せず  | チャレンジリーグの為、記録を記載せず  | チャレンジリーグの為、記録を記載せず  | チャレンジリーグの為、記録を記載せず  | チャレンジリーグの為、記録を記載せず  | チャレンジリーグの為、記録を記載せず  | チャレンジリーグの為、記録を記載せず  | チャレンジリーグの為、記録を記載せず  |
| 2014/15  | 上尾/埼玉上尾 | 0                                     | 0                                     | 0                                     | 0                                     | 0.0%                                  | %                                     | 0                                     | 0.00                                  | 0                                     | 0                                     | 0.00%                                 | 0.0%                                  | 0                                     | 0.0%                                  | 0                                     |                                       |
| 2015/16  | 上尾/埼玉上尾 | 21                                    | 62                                    | 161                                   | 59                                    | 36.6%                                 | %                                     | 16                                    | 0.26                                  | 144                                   | 7                                     | 4.86%                                 | 13.0%                                 | 6                                     | 66.7%                                 | 82                                    |                                       |
| 2016/17  | 上尾/埼玉上尾 | チャレンジリーグIの為、記録を記載せず | チャレンジリーグIの為、記録を記載せず | チャレンジリーグIの為、記録を記載せず | チャレンジリーグIの為、記録を記載せず | チャレンジリーグIの為、記録を記載せず | チャレンジリーグIの為、記録を記載せず | チャレンジリーグIの為、記録を記載せず | チャレンジリーグIの為、記録を記載せず | チャレンジリーグIの為、記録を記載せず | チャレンジリーグIの為、記録を記載せず | チャレンジリーグIの為、記録を記載せず | チャレンジリーグIの為、記録を記載せず | チャレンジリーグIの為、記録を記載せず | チャレンジリーグIの為、記録を記載せず | チャレンジリーグIの為、記録を記載せず | チャレンジリーグIの為、記録を記載せず |
| 2017/18  | 上尾/埼玉上尾 | 21                                    | 69                                    | 187                                   | 75                                    | 40.1%                                 | %                                     | 23                                    | 0.33                                  | 179                                   | 4                                     | %                                     | 7.3%                                  | 7                                     | 35.7%                                 | 102                                   |                                       |
| 2018/19  | 上尾/埼玉上尾 |                                       |                                       |                                       |                                       | %                                     | %                                     |                                       |                                       |                                       |                                       | %                                     | %                                     |                                       | %                                     |                                       |                                       |

## 出演

### テレビ
- ジャンクSPORTS（フジテレビ、2018年3月18日）[10]